# Adelheid Schulz
Adelheid «Heidi» Schulz (Lörrach, Baden-Württemberg, Alemanya, 31 de març de 1955) és una activista política alemanya, exmilitant de la segona generació de la Fracció de l'Exèrcit Roig (RAF).

## Joventut
Schulz es va formar per a ser infermera, i es va mudar a Karlsruhe a principis de la dècada de 1970, i va conviure en un apartament amb Günter Sonnenberg, Knut Folkerts i la seva parella Christian Klar —tots els quals van acabar formant part de la RAF . A conseqüència d'aquell temps en convivència va començar a adoptar un posicionament polític més radical i, posteriorment, va decidir ingressar al grup armat com la resta dels seus companys de pis.

## Militància a la RAF
Schulz es va convertir en una important membre de la segona generació de la Fracció de l'Exèrcit Roig. El 1977 va llogar una casa d'observació prop d'on vivia el banquer i president del Dresdner Bank Jürgen Ponto, per tal de preparar el seu segrest i assassinat, que es va cometre el 30 de juliol d'aquell any. Posterior, a l'octubre, es va implicar en el segrest i assassinat de l'empresari i exoficial nazi Hanns Martin Schleyer. L'1 de novembre de 1978 es va veure embolicada amb Rolf Heissler en un tiroteig amb quatre policies fronterers dels Països Baixos, al poble de Kerkrade, durant una inspecció de passaports al carrer fronterer de Neustraße/Nieuwstraat, dels quals dos dels policies, Dionysius de Jong i Johannes Goemans, van resultar morts i, un altre agent, ferit.
Entre el novembre de 1978 i l'abril de 1979 va participar en almenys tres assalts a entitats bancàries. Un d'ells va ser el 19 de març de 1979, juntament amb Werner Lotze, Christian Klar i Elisabeth von Dyck, quan van assaltar l'entitat financera del Bank für Gemeinwirtschaft de Darmstadt i es van endur 49.000 marcs alemanys. Un altre va ser el 17 d'abril, quan els anteriors membres de l'escamot i Rolf Heissler van atracar l'Schmidt Bank de Nuremberg i van sostreure 211.000 marcs alemanys.
L'11 de novembre de 1982, va ser arrestada amb Brigitte Mohnhaupt quan entrava a un dipòsit clandestí d'armes («Depot 1») vigilat per la policia, situat al bosc de Heusenstamm, situat al districte d'Offenbach am Main.

## Detenció i vida posterior
Schulz va ser condemnada a tres penes de presó perpètua per haver estat l'enllaç entre gairebé tots els militants de la RAF entre 1977 i 1981. incloent els assassinats de Ponto, Siegfried Buback i Schleyer.
A la presó va prendre part en diverses vagues de fam, per la qual cosa va ser obligada a menjar. Va descriure aquests forçaments amb «hores de nàusea, taquicàrdies, dolor, i efectes similars a la febre. Algunes vegades vaig experimentar fortes calorades; seguit de calfreds». Una d'elles, entre el 27 de juliol i el 3 d'agost de 1994, juntament amb els altres presos de la RAF Irmgard Möller, Manuela Happe, Eva Haule, Sieglinde Hofmann, Hanna Krabbe, Christine Kuby, Helmut Pohl, Rolf Wagner, Birgit Hogefeld, Rolf Heissler, Brigitte Mohnhaupt i Christian Klar, es va realitzar per a l'alliberament immediat d'Irmgard Moller, que portava 22 anys empresonada. Schulz va quedar molt debilitada per aquest tipus de protestes i, en vista del seu estat delicat de salut, el 1998 va ser alliberada de la presó i el 2002 eventualment perdonada pel president d'Alemanya Johannes Rau. Des d'aleshores viu a Frankfurt del Main, però està incapacitada com a resultat del seu mal estat de salut conseqüència de les vagues de fam.